# تساریچینو
تساریچینو (به بلغاری: Tsarichino) یک منطقهٔ مسکونی در بلغارستان است که در شهرستان بالچیک واقع شده‌است.